# Dropper (malware)
Un dropper es un tipo de troyano que ha sido diseñado para "instalar" algún tipo de malware (virus, puertas traseras, etc.) en un sistema objetivo. El código del malware puede estar contenido dentro del dropper (de una sola etapa) de tal manera que se evite su detección por parte de los escáneres de virus o el dropper puede descargar el malware a la máquina objetivo una vez activado (dos etapas). El código del dropper extrae los componentes restantes (uno o más archivos) del archivo si están almacenados dentro de él, o los carga de la red, los escribe en el disco y los ejecuta. Normalmente un (o más) componente es un troyano, y al menos un componente es un "engaño": un programa de chistes, un juego, una imagen o algo así. El "engaño" debe distraer la atención del usuario y/o demostrar que el archivo que se está ejecutando realmente hace algo "útil", mientras que el componente troyano está instalado en el sistema.
Un dropper que instala malware sólo en la memoria a veces se llama inyector. El código del malware se incluye en el inyector o se descarga a la máquina desde Internet una vez activado. Una vez que el malware se activa, el inyector puede autodestruirse. Los inyectores son poco comunes.
No todos los programas antivirus pueden detectar todos los componentes de los programas troyanos de este tipo.

## Ejemplos
- Stuxnet, un gusano informático malicioso
- EvoGen, un troyano que se puede descargar mediante falsos avisos de virus o falsas descargas.